# 費爾南多·索爾
費爾南多·索爾（西班牙語：Fernando Sor；1778年2月14日—1839年7月8日），西班牙作曲家，以及吉它演奏家。1778年生於西班牙巴塞罗那。自幼学习吉它，十九岁时在巴塞罗那上演所作歌剧。此后曾在马德里、巴黎、伦敦、莫斯科等地演奏吉它，同时大量创作音乐作品。自1827年定居巴黎後一心研究吉它艺术。主要作品为吉它奏鸣曲、变奏曲、练习曲等。作品风格属于典型的古典乐派，亦被稱為“吉他的貝多芬”。1839年于法国巴黎逝世。其代表作品有吉它独奏曲《魔笛主题变奏曲》、《伟大的独奏》、《月光》（原为《b小调练习曲》）等。

## 外部連結
- 費爾南多·索爾的免费乐谱，由国际乐谱典藏计划提供